# Aeródromo Cerro Castillo
El Aeródromo Cerro Castillo (OACI: SCPY), es un terminal aéreo ubicado junto a la localidad de Villa Cerro Castillo, Provincia de Última Esperanza, Región de Magallanes y de la Antártica Chilena, Chile. Es de propiedad privada.